# Aritranis dubia
Aritranis dubia là một loài tò vò trong họ Ichneumonidae.